# Бранка Едме Маркіш
Бранка Едме Маркіш ді Соуза, в шлюбі Торріш (порт. Branca Edmée Marques de Sousa, нар. 14 травня 1899, Лісабон — пом. 19 липня 1986, Лісабон) — португальська дослідниця, хімік та радіофізик. Одна з перших видатних жінок в португальській науці.

## Біографія
Батько помер, коли вона була ще малою дитиною. Про її освіту дбала мати. Вивчала хімію в Лісабонському університеті, після чого брала участь в португальській геологічній експедиції в Анголі. Потім продовжила освіту у Франції (з 1931 року), де вивчала ядерну фізику під керівництвом Марії Кюрі. На останню справили враження успіхи учениці і вона добилася стипендії для неї. 1935 року захистила в Сорбонні докторську дисертацію.
Після повернення в Португалію довго перебувала на низьких посадах в науці з причини своєї статі, але протягом часу добилася визнання, керувала центром хімічних досліджень на науковому факультеті Лісабонського університету.